# جون ديمبسي
جون ديمبسي (بالإنجليزية: John Dempsey)‏ (15 مارس 1946 بهامبستاد في المملكة المتحدة - 6 نوفمبر 2024) هو مدرب كرة قدم ولاعب كرة قدم أيرلندي في مركز الدفاع. شارك مع منتخب جمهورية أيرلندا لكرة القدم. أما مع النوادي، فقد لعب مع تشيلسي ونادي دوندالك ونادي فالكيرك ونادي فولهام وفيلادلفيا فيوري ‏.

## وصلات خارجية
- جون ديمبسي على موقع الاتحاد الأوربي (الإنجليزية)
- جون ديمبسي على موقع قاعدة بيانات كرة القدم.إي يو (الإنجليزية)
- جون ديمبسي على موقع ناشيونال فوتبول تيمز (الإنجليزية)
- جون ديمبسي على موقع عالم كرة القدم.نت (الإنجليزية)